# داماسيو بايج
داماسيو جيمس بايج (بالإنجليزية: Damacio James Page؛ مواليد 30 سبتمبر 1982) هو مُقاتل فنون قتالية مختلطة أمريكي.

## وصلات خارجية
- داماسيو بايج على موقع شيردوغ (الإنجليزية)
- داماسيو بايج على موقع IMDb (الإنجليزية)
- داماسيو بايج على موقع قاعدة بيانات الفيلم (الإنجليزية)